# برج تلفزيون مينسك
برج تلفزيون مينسك (بالبيلاروسية:Мінская тэлевежа) هو برج تلفزيوني يقع في مينسك، عاصمة بيلاروسيا. 
يقع في مبنى البرج مقرّات القنوات التلفزيونية البيلاروسية ОНТ وSTV.

## تاريخ
في 1 يناير 1956، بدأ بث التلفزيون من برج تلفزيون مينسك.
في 6 أكتوبر 1967، تلقت محطة Minsk Telecentre لأول مرة إشارة تلفزيونية بالألوان الكاملة من موسكو عبر نظام سيكام، على الرغم من أنه في ذلك الوقت كان هناك 5 أجهزة تلفزيون ملونة فقط في مينسك. تم تثبيت اثنين منهم على محطة تلفزيون مينسك لمراقبة خط الترحيل اللاسلكي والهواء، وكان العاملون في مركز التلفزيون هم أول من شاهد البث التلفزيوني الملون.
بحلول عام 1976، تم نقل مركز البث الإذاعي والتلفزيوني إلى خارج المدينة، وكان البرج يستخدم فقط لتشغيل محطات التليفزيون المتنقلة، ونقل البرامج من مينسك إلى المركز الجديد. لذلك، تقرر استخدامه أيضًا لإنشاء اتصال هاتفي جمهوري إذاعي في العاصمة. وللقيام بذلك، تم تقصير البرج بحوالي 40 مترًا. ففي صباح يوم 13 يوليو، تم نقل القسم إلى منصة مجهزة خصيصا بالقرب من بحيرة كومسومولسكوي. 
في عام 2014، تم التخطيط لبناء برج تلفزيون آخر. نوقشت ثلاثة مواقع: موقع واحد في مينسك (على بحيرة كومسومولسكي) وموقعان في مدينتي مالادزيشنا ودزيارجينسك. ولكن تم إغلاق المشروع لأسباب مالية وبسبب مخاوف انقطاع التيار الكهربائي في مينسك.